# إدوارد بال (كاتب)
إدوارد بال (بالإنجليزية: Edward Ball)‏ هو صحفي وكاتب أمريكي، ولد في 8 أكتوبر 1959 في سافانا في الولايات المتحدة.